# Srpski Miletić
Srpski Miletić (srp.: Српски Милетић, njem. Berauersheim, Milititsch, mađ, Rácmillitics) je naselje u općini Odžaci u Zapadnobačkom okrugu u Vojvodini.

## Stanovništvo
Do kraja Drugog svjetskog rata u Srpskom Miletiću živjeli su brojni Nijemci. Zbog protjerivanja Nijemaca, župe Uznesenja sv. Križa, koja pripada Apatinskom dekanatu opustjela je.
U naselju danas živi 3.538 stanovnika, od toga 2.878 punoljetnih stanovnika, a prosječna starost stanovništva iznosi 40,2 godina (38,9 kod muškaraca i 41,4 kod žena). U naselju ima 1.163   domaćinstava, a prosječan broj članova po domaćinstvu je 3.04.
Prema popisu stanovništva iz 1991. godine u naselju je živjelo 3.663 stanovnika.
| Etnički sastav 2002. |            |        |
| Narod                | Stanovnika | %      |
| Srbi                 | 3.240      | 91,57% |
| Crnogorci            | 52         | 1,46%  |
| Jugoslaveni          | 45         | 1,27%  |
| Hrvati               | 22         | 0,62%  |
| Mađari               | 20         | 0,56%  |
| Romi                 | 16         | 0,45%  |
| Makedonci            | 10         | 0,28%  |
| Slovaci              | 5          | 0,14%  |
| ostali               | 13         | 0,33%  |
| nepoznato            | 25         | 0,70%  |

| broj stanovnika | 4089  | 4000  | 4453  | 3839  | 3764  | 3663  | 3538  |
|                 | 1948. | 1953. | 1961. | 1971. | 1981. | 1991. | 2001. |

- Do Drugoga svjetskoga rata Srpski Miletić bio je njemačko naselje. Nijemci su poslije rata deportirani, a u njihove kuće doseljeni Srbi.
- 1910. godine naselje je imalo 3.862 stanovnika od čega 3.577 Nijemaca.

## Poznate osobe
- Bernard Hügl, hrvatski nogometaš, trener i izbornik.
- Gunther Stilling, njemački kipar

## Galerija
- Pravoslavna crkva.
- Katolička crkva.

## Vanjske poveznice
- Karte, udaljenonosti, vremenska prognoza  Arhivirana inačica izvorne stranice od 6. siječnja 2007. (Wayback Machine)
- Satelitska snimka naselja  Arhivirana inačica izvorne stranice od 21. ožujka 2021. (Wayback Machine)